# Portada (disco)
La portada de un disco es la parte delantera del envoltorio protector de un disco.

## Características
Los discos compactos y los DVD suelen mostrar ilustraciones o fotografías en sus portadas. Las portadas de los discos de música a menudo forman parte de un libro o cuadernillo en el que suelen aparecer las letras de las canciones, mensajes o fotografías de los artistas, convirtiéndose en una importante herramienta mercadotécnica y en objetos apreciados por los compradores. En los discos de vinilo, la portada forma parte inseparable de su funda, y es normalmente algo más grande que la de los discos compactos, consiguiendo mayor impacto visual ya que de eso depende para su mayor venta. El reducido tamaño de los discos compactos intenta suplirse en los álbumes de éxito mediante reediciones con empaquetados diferentes, más llamativos.[cita requerida]
La importancia del diseño de las portadas es tal, que varios artistas se han especializado o han conseguido fama a través de estos trabajos, como fue el caso del equipo de diseño Hipgnosis (a través de su trabajo en los discos de Pink Floyd, entre otros) o de Roger Dean, conocido por las portadas de Yes y Greenslade. Existen también empresas especializadas en el diseño de portadas, como la compañía británica Garrod and Lofthouse, cuyas iniciales "G&L" pueden verse en un gran número de discos actuales.[cita requerida]

## Portadas polémicas
Desde finales de la década de 1960, las portadas de algunos discos han levantado grandes polémicas por las imágenes mostradas en ellas. Tanto es así que algunos discos se han visto obligados a modificar su portada o han llegado a sufrir prohibiciones y censura. Entre las portadas más polémicas, pueden citarse a modo de ejemplo las de los siguientes discos:
- Unfinished Music No.1: Two Virgins, de John Lennon y Yōko Ono[1] (1968): la parte delantera mostraba un desnudo frontal de Lennon y Ono, y la trasera mostraba el mismo desnudo visto desde atrás. Algunos distribuidores vendieron el disco envuelto en papel marrón, y en varias jurisdicciones el disco fue considerado obsceno.
- Nine Lives, de Aerosmith[2] (1997): la portada original enfureció a algunos grupos de hinduistas, que sintieron que la figura danzante del dibujo, tomada de la imaginería hindú y a la que se le sustituyó la cabeza por la de un gato, era ofensiva. El grupo y la casa discográfica, que desconocían la fuente del dibujo, se disculparon y cambiaron la portada.
- Appetite for Destruction, de Guns N' Roses[3] (1987): La portada original del disco, inspirada en el dibujo de Robert Williams Appetite for Destruction, mostraba un robot violador a punto de ser castigado por un vengador metálico. Tras el rechazo de la cadena de televisión estadounidense MTV a difundir cualquier videoclip suyo, el grupo se comprometió a reemplazar la portada por otra que mostraba una cruz con cinco calaveras.
- "Yesterday and Today", de The Beatles. A esta portada se le conoce como "de carnicero". Salían los Beatles con delantales blancos y con pedazos de muñecas y carne. Al poco tiempo de salir, se cambió por una portada alternativa, en la que The Beatles simplemente posaban al lado de un baúl.
- "Butchered at Birth", de Cannibal Corpse. Al igual que muchas portadas de la banda, fue censurada en Alemania. En Canadá la prohibieron vender a menores de 18 años. La portada mostraba dos zombis, matando y destripando a una mujer embarazada y sacándole el bebé, además de que de fondo salían un montón de cadáveres de bebés colgados.
- "Virgin Killer", de Scorpions. Se podía ver una niña como de 10 años, desnuda y en una postura polémica, y su zona más íntima estaba cubierta con el efecto roto de un cristal de vidrio. Se hizo una portada alternativa, con una simple foto de la banda. Fue considerada de grotesca.